# Leigh Griffiths
 Leigh Griffiths (Edimburgo, Escocia, 20 de agosto de 1990) es un futbolista escocés. Juega de delantero y su equipo es el Mandurah City F. C. de Australia.

## Clubes
| Club                          | País       | Año       |
| ----------------------------- | ---------- | --------- |
| Livingston F. C.              | Escocia    | 2006-2009 |
| Dundee F. C.                  | Escocia    | 2009-2011 |
| Wolverhampton Wanderers F. C. | Inglaterra | 2011-2014 |
| Hibernian F. C. (cedido)      | Escocia    | 2011-2013 |
| Celtic F. C.                  | Escocia    | 2014-2022 |
| Dundee F. C. (cedido)         | Escocia    | 2021-2022 |
| Falkirk F. C.                 | Escocia    | 2022      |
| Mandurah City F. C.           | Australia  | 2022      |
| Mandurah City F. C.           | Australia  | 2023-     |

## Palmarés

### Campeonatos nacionales
| Título                     | Club         | País    | Año     |
| -------------------------- | ------------ | ------- | ------- |
| Scottish Challenge Cup     | Dundee F. C. | Escocia | 2009-10 |
| Copa de la Liga de Escocia | Celtic F. C. | Escocia | 2014-15 |
| Scottish Premiership       | Celtic F. C. | Escocia | 2014-15 |
| Scottish Premiership       | Celtic F. C. | Escocia | 2015-16 |
| Copa de la Liga de Escocia | Celtic F. C. | Escocia | 2016-17 |
| Copa de Escocia            | Celtic F. C. | Escocia | 2016-17 |
| Scottish Premiership       | Celtic F. C. | Escocia | 2016-17 |
| Copa de la Liga de Escocia | Celtic F. C. | Escocia | 2017-18 |
| Scottish Premiership       | Celtic F. C. | Escocia | 2017-18 |
| Copa de Escocia            | Celtic F. C. | Escocia | 2017-18 |
| Copa de la Liga de Escocia | Celtic F. C. | Escocia | 2018-19 |
| Scottish Premiership       | Celtic F. C. | Escocia | 2018-19 |
| Copa de Escocia            | Celtic F. C. | Escocia | 2018-19 |
| Copa de la Liga de Escocia | Celtic F. C. | Escocia | 2019-20 |
| Scottish Premiership       | Celtic F. C. | Escocia | 2019-20 |
| Copa de Escocia            | Celtic F. C. | Escocia | 2019-20 |